# Sambucus henriana
Sambucus henriana är en desmeknoppsväxtart som beskrevs av M.L. Samutina. Sambucus henriana ingår i släktet flädrar, och familjen desmeknoppsväxter. Inga underarter finns listade i Catalogue of Life.